# حیات فکری و سیاسی امامان شیعه
حیات فکری و سیاسی امامان شیعه نام کتابی از رسول جعفریان است که با هدف پرداختن به جنبه‌های سیاسی و فکری زندگانی امامان شیعه تألیف شده‌است. محتوای این کتاب نخستین بار به صورت سلسله مقالاتی در مجله نور علم انتشار یافت و سپس به‌صورت کتابی مستقل درآمد. کتاب حاضر به زبان‌های عربی و اردو نیز ترجمه شده. کتاب یاد شده در آخرین مرحله با اصلاحات فراوان توسط نشر علم منتشر گردید. گزیده و خلاصه این کتاب در ۴۰۰ صفحه توسط معاونت پژوهشی دانشگاه معارف اسلامی به عنوان کتاب درسی دانشگاه‌ها برای درس تاریخ امامت انتخاب شده‌است.

## مقدمه
رسول جعفریان در بخشی از مقدمه کتاب چنین می‌نویسد:
مذهب امامیه آیینی مبتنی بر آموزه‌های قرآنی، نبوی و سیره و روش اهل بیت (ع) است؛ آیینی که بر اساس نگاه قرآنی به تمام ابعاد زندگی آدمی توجه دارد و ضمن آن‌که روی تشیع به عنوان اسلام برتر تأکید دارد، پایه و اساسی را کلیت اسلام قرار داده‌است.

## ساختار
جعفریان ابتدا در مقدمه‌ای ۴۰ صفحه‌ای به تاریخ‌نگاری شیعیان و کتاب‌های تألیف شدهِ آنان دربارهٔ امامان شیعه پرداخته و سپس دربارهٔ جنبه‌های سیاسی و فکری زندگی هر کدام از آن‌ها به تفصیل سخن می‌گوید. به این صورت که ابتدا اطلاعاتی پیرامون نحوه ولادت و شخصیت آنان ارائه نموده و ضمن اشاره به برجسته‌ترین ویژگی هر یک از آنان، به بررسی اوضاع سیاسی و اجتماعی دوران آن امام پرداخته‌است.

فهرست مطالب این کتاب اجمالاً عبارت است از:
- پیشگفتار
- امام علی علیه السلام
- امام حسن علیه السلام
- امام حسین علیه السلام
- امام سجاد علیه السلام
- امام باقر علیه السلام
- امام صادق علیه السلام
- امام کاظم علیه السلام
- امام رضا علیه السلام
- امام جواد علیه السلام
- امام هادی علیه السلام
- امام عسکری علیه السلام
- امام مهدی علیه السلام

## جایگاه کتاب
کتاب حاضر تا کنون موضوع چندین مقاله، پایان‌نامه و نقد و بررسی قرار گرفته‌است.